# Józef Trzebuchowski
Józef Trzebuchowski herbu Ogończyk – stolnik radziejowski w latach 1791–1793, cześnik kowalski w latach 1784–1791, skarbnik brzeski w latach 1779–1784.
Był deputatem z województwa brzeskokujawskiego i inowrocławskiego na Trybunał Główny Koronny w 1782 roku.
Był posłem na Sejm Czteroletni z województwa inowrocławskiego w 1790 roku. Był konsyliarzem województw brzeskokujawskiego i inowrocławskiego w konfederacji targowickiej.